# Werbewoche
Die Werbewoche, unter dem neuen Namen m&k, ist ein Schweizer Fachmagazin für Werbung, Medien und Marketing. Sie hat eine WEMF-beglaubigte Auflage von 4'985 (Vj. 1'677) verkauften bzw. 5'467 (Vj. 2'172) verbreiteten Exemplaren, nach eigenen Angaben eine Reichweite (Druckauflage) von 7'500 Lesern und richtet sich an die leitenden Angestellten in Marketing, Werbung, Medien und Public Relations, vornehmlich in der Schweiz.
Einmal im Monat erscheinen in der Werbewoche (neu m&k) die Seiten des Media Trend Journals mit Informationen zu den Themen Medien und Mediaplanung. Das Media Trend Journal wird zudem viermal jährlich als Spezialausgabe in einer Auflage von 1'300 Exemplaren herausgegeben (Stand 2017).
Das Onlineportal der Zeitschrift, werbewoche.ch, neu markt-kom.com, verzeichnet nach eigenen Angaben monatlich 140'000 Unique Visitors von 100'000 Nutzern mit 320'000 Seitenabrufen und hat 30'000 Newsletter-Abonnenten.
Die Werbewoche bestand seit 1973. Chefredaktorin ist Anna Kohler.
Im April 2018 verkaufte Somedia die Werbewoche an das Medienunternehmen Galledia Fachmedien AG, eine Tochter der Rheintal Medien AG, die den Rheintaler und die Rheintalische Volkszeitung herausgibt. Im August 2024 legte Galledia ihre beiden Marken m&k und Werbewoche unter dem Titel m&k zusammen. Für die Stammleserschaft der beiden Titel ändere sich dadurch wenig, das redaktionelle Angebot, der Qualitätsanspruch sowie die Redaktionszuständigkeiten blieben gleich.